# 3608 Kataev
3608 Kataev este un asteroid din centura principală, descoperit pe 27 septembrie 1978 de Liudmila Cernîh.